# اسپلندور این د گراس

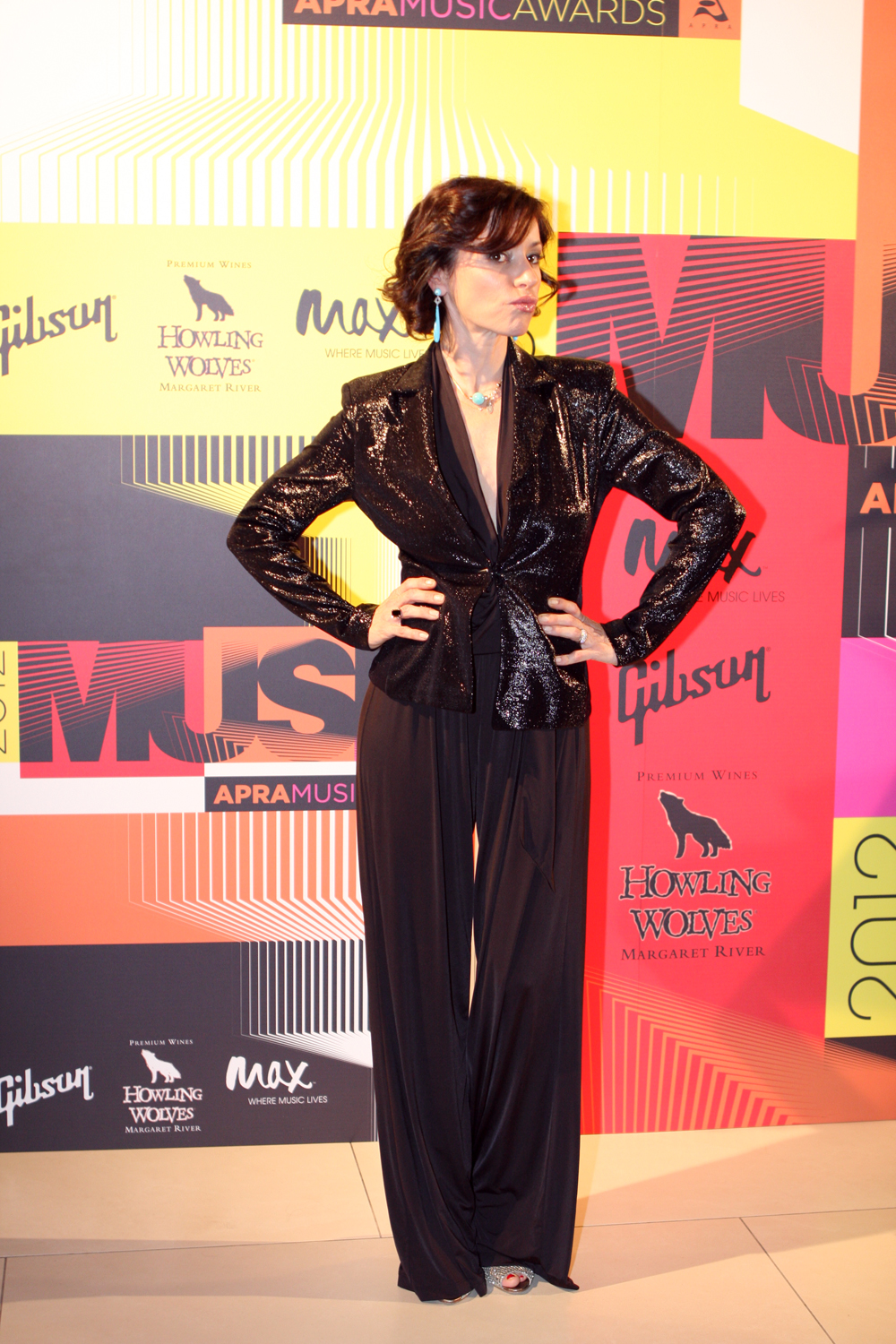
اسپلندور این د گراس

اسپلندور این د گراس (به انگلیسی: Splendour in the Grass) یک جشنواره موسیقی در نیو ساوت ولز است که در استرالیا واقع شده‌است.
اسپلندور این د گراس هنرمندان مشهور و همچنین هنرمندان نوظهور استرالیایی را به نمایش می‌گذارد. این جشنواره موسیقی هنرمندان برجسته ای مانند کلدپلی، Powderfinger، آرکتیک مانکیز، کانیه وست، تیم ایمپالا و لرد را به خود جلب کرده‌است.